# Букова (Люблінське воєводство)
Букова (пол. Bukowa) — село в Польщі, у гміні Білгорай Білґорайського повіту Люблінського воєводства.
Населення — 612 осіб (2011).
У 1975-1998 роках село належало до Замойського воєводства.

## Демографія
Демографічна структура станом на 31 березня 2011 року:
|          | Загалом | Допрацездатний вік | Працездатний вік | Постпрацездатний вік |
| -------- | ------- | ------------------ | ---------------- | -------------------- |
| Чоловіки | 319     | 81                 | 210              | 28                   |
| Жінки    | 293     | 70                 | 158              | 65                   |
| Разом    | 612     | 151                | 368              | 93                   |